# Wesley Moodie
Wesley Moodie (* 14. února 1979 v Durbanu, Jihoafrická republika) je současný jihoafrický profesionální tenista.
Ve své dosavadní kariéře vyhrál 1 turnaj ATP World Tour ve dvouhře a 6 turnajů ve čtyřhře.

## Finálová utkání na turnajích Grand Slamu ve čtyřhře

### Vítězství (1)
| Rok  | Turnaj    | Partner      | Soupeři ve finále    | Výsledek                 |
| 2005 | Wimbledon | Stephen Huss | Bob Bryan Mike Bryan | 7–6(4), 6–3, 6–7(2), 6–3 |

### Finalista (1)
| Rok  | Turnaj      | Partner     | Vítězové                  | Výsledek      |
| 2009 | French Open | Dick Norman | Lukáš Dlouhý Leander Paes | 3–6, 6–3, 6–2 |

## Finálové účasti na turnajích ATP World Tour (14)

### Dvouhra - výhry (1)
| Legenda                                                       |
| ATP International Series Gold / ATP World Tour 500 Series (1) |
| ATP International Series / ATP World Tour 250 Series (0)      |

| Č. | Datum         | Turnaj          | Povrch | Soupeř ve finále | Výsledek         |
| 1. | 9. říjen 2005 | Tokio, Japonsko | tvrdý  | Mario Ančić      | 1-6, 7-6(7), 6-4 |

### Čtyřhra - výhry (6)
| Legenda                                                       |
| Grand Slam (1)                                                |
| ATP International Series Gold / ATP World Tour 500 Series (0) |
| ATP International Series / ATP World Tour 250 Series (5)      |

| Č. | Datum            | Turnaj                       | Povrch | Partner        | Soupeři ve finále                 | Výsledek                 |
| 1. | 3. červenec 2005 | Wimbledon, Anglie            | tráva  | Stephen Huss   | Bob Bryan Mike Bryan              | 7-6(4), 6-3, 6-7(2), 6-3 |
| 2. | 7. leden 2007    | Adelaide, Austrálie          | tvrdý  | Todd Perry     | Novak Đoković Radek Štěpánek      | 6-4, 3-6, 15-13          |
| 3. | 15. duben 2007   | Valencia, Španělsko          | antuka | Todd Perry     | Yves Allegro Sebastián Prieto     | 7-5, 7-5                 |
| 4. | 20. duben 2008   | Estoril, Portugalsko         | antuka | Jeff Coetzee   | Jamie Murray Kevin Ullyett        | 6-2, 4-6, 10-8           |
| 5. | 14. červen 2009  | Londýn, Spojené království   | tráva  | Michail Južnyj | Marcelo Melo André Sá             | 6-4, 4-6, 10-6           |
| 6. | 20. červen 2009  | 's-Hertogenbosch, Nizozemsko | tráva  | Dick Norman    | Johan Brunström Jean-Julien Rojer | 7-6(3), 6-7(8), 10-5     |

### Čtyřhra - prohry (7)
| Legenda                                                  |
| Grand Slam (1)                                           |
| ATP Masters Series / ATP World Tour Masters 1000 (2)     |
| ATP International Series / ATP World Tour 250 Series (4) |

| Č. | Datum            | Turnaj               | Povrch      | Partner       | Vítězové                          | Výsledek       |
| 1. | 30. říjen 2005   | Basilej, Švýcarsko   | koberec (h) | Stephen Huss  | Agustín Calleri Fernando González | 7-5, 7-5       |
| 2. | 5. únor 2006     | Delray Beach, USA    | tvrdý       | Chris Haggard | Mark Knowles Daniel Nestor        | 6-2, 6-3       |
| 3. | 5. leden 2008    | Dauhá, Katar         | tvrdý       | Jeff Coetzee  | Philipp Kohlschreiber David Škoch | 6-4, 4-6, 11-9 |
| 4. | 2. listopad 2008 | Paříž, Francie       | tvrdý (h)   | Jeff Coetzee  | Jonas Björkman Kevin Ullyett      | 6-2, 6-2       |
| 5. | 17. květen 2009  | Madrid, Španělsko    | antuka      | Simon Aspelin | Daniel Nestor Nenad Zimonjić      | 6-4, 6-4       |
| 6. | 6. červen 2009   | French Open, Francie | antuka      | Dick Norman   | Lukáš Dlouhý Leander Paes         | 3-6, 6-3, 6-2  |
| 7. | 10. duben 2010   | Houston, USA         | antuka      | Stephen Huss  | Bob Bryan Mike Bryan              | 6-3, 7-5       |

## Davisův pohár
Wesley Moodie se zúčastnil 13 zápasů v Davisově poháru  za tým Jihoafrické republiky s bilancí 14-5 ve dvouhře a 3-1 ve čtyřhře.

## Postavení na žebříčku ATP na konci sezóny

### Dvouhra
| Rok    | 2000 | 2001   | 2002   | 2003  | 2004   | 2005  | 2006   | 2007   | 2008   | 2009 |
| Pořadí | 335. | ▼ 614. | ▲ 248. | ▲ 82. | ▼ 136. | ▲ 63. | ▼ 125. | ▼ 204. | ▼ 428. | ▼x   |

### Čtyřhra
| Rok    | 2000 | 2001   | 2002   | 2003   | 2004   | 2005  | 2006  | 2007  | 2008  | 2009  |
| Pořadí | 279. | ▲ 204. | ▲ 192. | ▲ 176. | ▲ 167. | ▲ 24. | ▼ 47. | ▼ 61. | ▲ 14. | ▲ 10. |